# Rhombodera laticollis
Rhombodera laticollis es una especie de mantis de la familia Mantidae.

## Distribución geográfica
Se encuentra en Malasia y Java.